# Troutville (Virgínia)
Troutville és una població dels Estats Units a l'estat de Virgínia. Segons el cens del 2000 tenia 432 habitants.

## Demografia
Segons el cens del 2000, Troutville tenia 432 habitants, 194 habitatges, i 135 famílies. La densitat de població era de 187,4 habitants per km².
Dels 194 habitatges en un 26,3% hi vivien nens de menys de 18 anys, en un 58,8% hi vivien parelles casades, en un 6,2% dones solteres, i en un 30,4% no eren unitats familiars. En el 26,3% dels habitatges hi vivien persones soles el 13,9% de les quals corresponia a persones de 65 anys o més que vivien soles. El nombre mitjà de persones vivint en cada habitatge era de 2,23 i el nombre mitjà de persones que vivien en cada família era de 2,69.
Per edats la població es repartia de la següent manera: un 19% tenia menys de 18 anys, un 7,4% entre 18 i 24, un 26,6% entre 25 i 44, un 27,1% de 45 a 60 i un 19,9% 65 anys o més.
L'edat mediana era de 43 anys. Per cada 100 dones de 18 o més anys hi havia 97,7 homes.
La renda mediana per habitatge era de 37.778 $ i la renda mediana per família de 40.208 $. Els homes tenien una renda mediana de 26.484 $ mentre que les dones 19.000 $. La renda per capita de la població era de 17.807 $. Entorn del 9,2% de les famílies i el 8,7% de la població estaven per davall del llindar de pobresa.

## Poblacions més properes
El següent diagrama mostra les poblacions més properes.